# Музиле-ди-Пьяве
Музиле-ди-Пьяве (итал. Musile di Piave) — коммуна в Италии, располагается в провинции Венеция области Венеция.
Население составляет 10 222 человека, плотность населения составляет 232 чел./км². Занимает площадь 44 км². Почтовый индекс — 30024. Телефонный код — 0421.
Покровителем коммун почитаются святой Валентин Интерамнский, празднование 14 февраля, и святой Донат из Ареццо.